# Menefeeceratops
Menefeeceratops („rohatá tvář ze souvrství Menefee“) byl rod ceratopsidního dinosaura z podčeledi Centrosaurinae, žijícího v období pozdní křídy (věk kampán, asi před 83,5 až 80 miliony let) na území dnešního Nového Mexika (USA).

## Objev a popis
Fosilie tohoto rohatého dinosaura v podobě nekompletně dochované kostry byly objeveny v sedimentech souvrství Menefee (člen Allison) a mají tak stáří asi 83,5 až 80 milionů let. To činí z druhu Menefeeceratops sealeyi vůbec nejstaršího známého zástupce podčeledi Centrosaurinae. Poprvé byl ve vědecké literatuře zmíněn již roku 1997, formálně popsán byl ale až v roce 2021.

## Popis a paleoekologie
Menefeeceratops byl spíše menším ceratopsidem, dosahoval patrně délky kolem 4 metrů. Mezi blízce příbuzné rody patří například Yehuecauhceratops a Crittendenceratops. Sdílel ekosystém s velkým tyranosauridem druhu Dynamoterror dynastes, který mohl být jeho hlavním predátorem.